# Escribanía

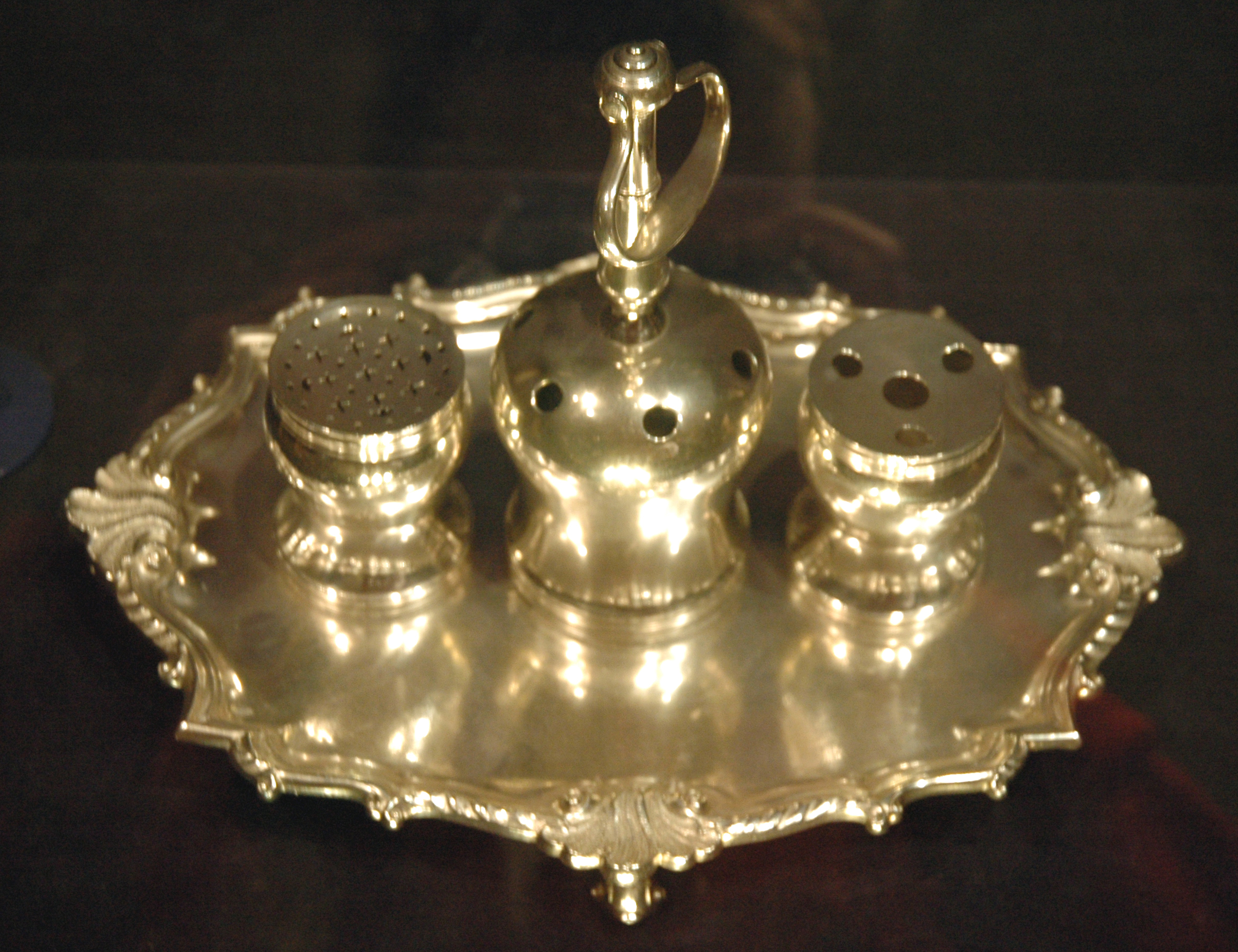
Escribanía metálica.

Una escribanía es un conjunto de artículos para escribir que se disponían sobre la mesa de despacho o escritorio. La escribanía como mueble de escritorio no aparece en fecha anterior al siglo XV y aun entonces debió ser raro hasta el XVII. Pero como artículos de escritorio de escribir se halla repetido desde la mejor época del arte romano. La verdadera escribanía consta de:
- tintero
- pluma
- salvadera, vaso con arena para secar el escrito
- timbre para llamar
- algún cuchillo o abrecartas pequeño

Todo ello se coloca sobre un platillo.
En el Museo de Nápoles se hallan preciosos tinteros romanos (atramentarium) cilíndricos y poligonales, de bronce y con incrustaciones de plata que producen sobre el fondo dibujos y figuras artísticas. Así mismo, se encuentran largas plumas de bronce con una forma semejante a las actuales y numerosos estiletes (stylum) de hueso o marfil y de bronce o hierro (graphium). Dichos estiletes son muy frecuentes en las colecciones de objetos romanos antiguos y en varias de estas figuran numerosos anillo y plaquitas grabadas que servían para sellar cartas y documentos sin que pudieran tener otra función dada la estrechez y la forma de la sortija. La salvadera no consta con anterioridad al siglo XVI pero a mediados de este era ya de uso corriente en los escritorios.

## Otras acepciones
También se llama escribanía al lugar en donde actúa un profesional (escribano) cuya función es dar fe pública. Esto es imprescindible para la seguridad jurídica de casi todos los países del mundo, a pesar de que la forma en como se estructura dicho rol, suele variar mucho de acuerdo al país en que nos encontremos.